# El guitarrista (Francisco Durrio)
El guitarrista, retrat de Francisco Durrio (en francès Le Joueur de Guitare), és un quadre del pintor Paul Gauguin. És d'una col·lecció privada i està exposat en préstec a la National Gallery de Londres. Té la referència número 611 en el catàleg de Wildenstein.
No té títol original ni està datat, només porta la signatura "P.Go". Podria estar fer a París, al voltant de l'any 1894, quan va coincidir amb l'escultor Paco Durrio. Però les formes i els colors suggereixen una data posterior, durant la segona estada a Tahití entre 1895 i 1901 o bé al començament de l'estada a Hiva Oa (1901-1903). Per raigs X es veu que va ser pintat sobre d'un model anterior amb una dona tahitiana.

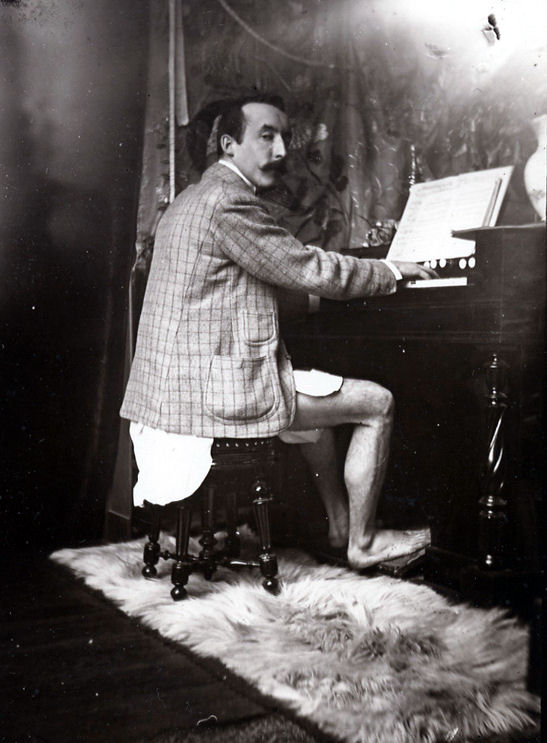
Foto de Gauguin a l'estudi d'Alfons Mucha

En el quadre sorprèn la indumentària de Durrio amb jaqueta i les cames nues. Podria ser una imitació de la indumentària tahitiana, o bé una broma còmplice entre artistes. Gauguin havia estat retratat per Alfons Mucha, del mateix cercle d'amics, tocant l'harmònium amb jaqueta i les cames i peus nus.
Gauguin i Durrio, que era vint anys més jove, es van conèixer el 1886. Durrio es va convertir en un admirador i col·leccionista de les primeres obres de Gauguin. En tornar de Tahití, entre 1893 i 1895, van compartir taller i van consolidar l'amistat. Armand Seguin el va qualificar com l'últim deixeble de Gauguin. En la festa d'acomiadament, abans de tornar a Tahití, Durrio li va dedicar unes malaguenyes. Gauguin li va deixar en dipòsit un bon nombre d'obres, principalment petits quadres, aquarel·les i dibuixos. Després, Durrio va fer amistat amb Picasso i la col·lecció de gauguins va influir en la seva obra.
Sis mesos abans de morir a les illes Marqueses, Gauguin deia que pensava instal·lar-se a Espanya:
«Podria anar-me'n a Espanya a la recerca de nous temes. Els toros, les dones espanyoles, amb el seu cabell brillant pel greix, tot això ja s'ha fet, fins i tot més del compte; de manera que seria divertit que jo ho veiés de manera diferent.»